# Dario Niccodemi
Pour les articles homonymes, voir Nicodemi.
Dario Niccodemi, né à Livourne en 1874 et mort à Rome en 1934, est un romancier et auteur dramatique italien.

## Biographie
Dario Niccodemi passe sa jeunesse à Buenos Aires où il fait ses études en espagnol et exerce comme critique dramatique avant de se rendre à Paris. Il rencontre Réjane en 1900, devient secrétaire général du théâtre Réjane, en 1906. Il démissionne de ce poste en 1909. Il traduit et adapte pour Réjane plusieurs de ses pièces écrites en italien. Il apprend ainsi les techniques qu'il utilisera plus tard, en commençant par La Suzeraine, puis Le Refuge, La Flamme, L'Aigrette (1912) et Le Requin. Il rentre en Italie lors de la Première Guerre mondiale, et produit une assez longue série de comédies dont plusieurs ont obtenu de brillants succès L'Ombra (1915), La maestrina (1918).
Ses comédies représentent le drame bourgeois d'une manière ironique et sentimentale, dans laquelle ses personnages sont calqués sur la société du début du siècle. Il écrit en italien, espagnol, portugais et français.
Il écrit des romans (Il Romanzo di Scampolo). Il fonde une compagnie de théâtre en 1921 qui se produit aussi beaucoup en Amérique du Sud. Il met en scène, Six personnages en quête d'auteur de Luigi Pirandello au Teatro Valle à Rome, en 1921. Il écrit deux livrets d'opéras, Scampolo, musique d'Ezio Camussi (it) (1924), et un autre, La Ghibellina, musique de Renzo Bianchi.
Il écrit des scénarios, tirés de ses pièces, pour des films, Scampolo (1928) , La nemica , L'Aube, le jour et la nuit, La maestrina (it) (1942). A propos de La nemica, il a dit: « L'actrice Paola Pezzaglia était peut-être la meilleure Nemica sur scène ».
Il est le président de la Société italienne des auteurs, il démissionne en 1929, au moment où les dissidents, conduits par Luigi Pirandello, invitent à prendre « une physionomie politique plus conforme à l'esprit du régime nouveau ». Il est le correspondant du journal Corriere della Sera à Paris en 1929, journal qui se conforme aux exigences du gouvernement fasciste.
Son fils Tonino Niccodemi meurt en octobre 1932 à l'age de vingt huit ans.
On l'a appelé le « Sacha Guitry italien », en France; « el distinguido comediografo » en Argentine. Parmi ses fans, Léon Tolstoï, qui a écrit qu'il a préféré La nemica par Niccodemi aux drames de Pirandello et aux romans de Giovanni Verga.
Gramsci a écrit « Niccodemi est Georges Ohnet tard, qui était déjà Eugene Sue, Victor Hugo et une infinité d'écrivains ». Les comédies de Niccodemi ont été interprétés par des acteurs prestigieux, parmi eux Luigi Cimara , Vittorio Gassman , Enrico Maria Salerno.

## Théâtre

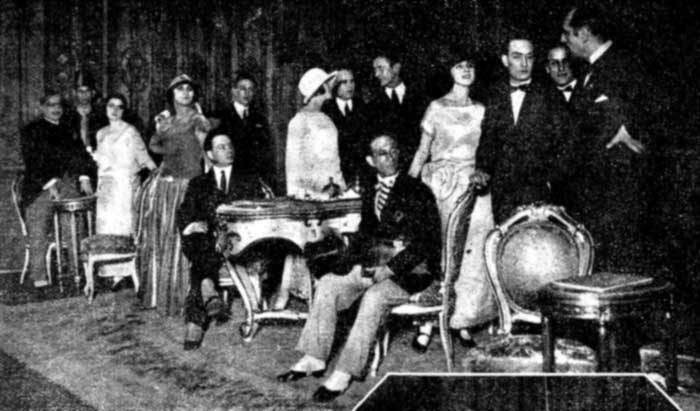
La compagnie Niccodemi, après une représentation de Fuochi d'artificio en 1923. De gauche à droite, Marini, Rissone,,, Armani, Luigi Almirante, Puccini, Luigi Cimara, Brizzolari and Dario Niccodemi

- [Quand ?] : Le Doute, Odéon de Buenos-Aires (es)
- 1904 : L'Hirondelle, transposition de Rafles, pièce de Ernest William Hornung et Presbey, au Théâtre du Parc à Bruxelles.
- 1907 : La Suzeraine
- 1909 : Le Refuge, Théâtre Réjane, 6 mai 1909.
- 1910 : La Flamme, Théâtre Réjane, 27 février 1910.
- 1912 : L'Aigrette, Théâtre Réjane, 18 février 1912.
- 1912 : Les Requins, Théâtre du Gymnase, 08 octobre 1913.
- 1914 : The Prodigal Husband, Empire Theatre, Broadway, juillet 1914.
- 1915 : L'Ombra
- 1916 : Scampolo
- 1917 : La nemica, crée au Théâtre Manzoni à Milan, puis au Teatro Valle à Rome.
- 1917 : Miette, création le 18 mars 1917 pour le Théâtre aux Armées, jouée au théâtre de la Gaité en décembre.
- 1918-1919 : Remnant écrit avec Michael Morton, Broadway.
- 1919 : La maestrilla
- 1920 : Rafles d'après Ernest William Hornung et Presbey, théâtre Femina, 5 août 1920
- 1920 : I pescicani
- 1920 : Prete Pero
- 1923 : Fuochi d'artificio
- 1922 : Il Titano
- 1923 : La Casa Segreta, Buenos Aires.
- 1925 : La Enemiga
- 1925 : L'Ombre reprise au Nouvel-Ambigu
- 1925-1926 : Stronger than Love, adaptation de Gladys Unger, Broadway.
- 1927 : Scampolo, traduite par Berthe Bovy
- 1929 : L'Aube, le jour et la nuit, création au théâtre de Monte-Carlo, puis à Paris au Théâtre de la Potinière en mai, création en Hongrie au Théâtre national, le 1er octobre, Hajnalban, délben, este en Hongrois.
- 1929 : Letizia crée à Buenos-Aires, puis en Italie.

## Écrits
- (it) Dario Niccodemi, Il romanzo di Scampolo, Milan, Fratelli Treves, 1920 (lire en ligne).
- (it) Dario Niccodemi, Teatrino, recueil en 3 volumes de ses petites pièces de théâtre, 1922 :
  - Teatrino, Volume 1 sur Google Livres
  - Teatrino, Volume 2 sur Google Livres
- Dario Niccodemi, Tempo Passato, Fratelli Treves, 1929, 237 p. (présentation en ligne)
- (en) Luigi Pirandello, Dario Niccodemi, Carlo Fruttero, Limes from Sicily, and other plays, E.J. Arnold, 1967, 110 pages Limes from Sicily, and other plays sur Google Livres

## Filmographie

### Cinéma
- 1917 : L'aigrette
- 1917 : L'ombra
- 1917 : La nemica d'Ivo Illuminati
- 1917 : Scampolo
- 1918 : Il rifugio
- 1919 : La maestrina
- 1923 : Sovranetta
- 1928 : Scampolo d'Augusto Genina
- 1932 : Ein Mädel der Strasse
- 1932 : Un peu d'amour de Hans Steinhoff
- 1934 : La maestrina (it) de Giorgio Bianchi
- 1939 : Retazo d'Elías Alippi (es)
- 1941 : Scampolo de Nunzio Malasomma
- 1942 : La maestrina (it) de Giorgio Bianchi
- 1946 : Una sombra en mi destino d'Alberto Gout
- 1952 : Je suis un bâtard (La nemica) de Giorgio Bianchi
- 1953 : Les femmes mènent le jeu (Scampolo 53) de Giorgio Bianchi
- 1953 : Οι ουρανοί είναι δικοί μας (el) de Dínos Dimópoulos
- 1954 : L'Ombre (L'ombra) de Giorgio Bianchi
- 1958 : Mademoiselle Scampolo d'Alfred Weidenmann

### Télévision

#### Séries télévisées
- 1952-1957 : Grande Teatro Tupi
- 1956 : Folio
- 1961 : Armchair Theatre
- 1964 : Ocho estrellas en busca del amor
- 1969 : Hora once
- 1970 : Alta comedia
- 1971 : Estudio 1
- 1975 : Teatro como en el teatro

#### Téléfilms
- 1954 : If It's a Rose
- 1954 : L'ombra
- 1957 : Scampolo
- 1958 : Tageszeiten der Liebe
- 1960 : The Poet
- 1964 : Tageszeiten der Liebe
- 1985 : Hajnalban, délben, este...